# 申淑子
申 淑子 (シン・スクチャ、1942年 - ）は、朝鮮民主主義人民共和国（北朝鮮）の強制収容所に収容された大韓民国出身の女性。夫の呉吉男（오길남、オ・ギルラム）が北朝鮮からデンマークに亡命したのち、娘たちと一緒に耀徳強制収容所に投獄された。この事件はアムネスティ・インターナショナルが彼女を「良心の囚人」と命名し、解放のために重点的な運動を行うなど国際的な注目を受けた。

## おいたちと結婚
1942年、朝鮮の慶尚南道統営郡（現在の大韓民国慶尚南道統営市）で生まれた。現地の小学校と中学校に通った後、1958年から馬山市の看護学校で学んだ。
1970年に彼女は韓国を発ち、ドイツのテュービンゲンで看護師として働いていた。そこで彼女は1972年に韓国の経済学の学生だった呉吉男と出会い、彼と結婚した。
後に2人はキールの近くに引っ越し、ここで彼女は呉恵媛（오혜원, オ・ヘウォン、1976年9月17日）および呉圭媛（오규원, オ・ギュウォン、1978年6月21日）の2人の娘を出産した。家族は1985年までキール近くのクロンスハーゲンに住んでいた。

## 北朝鮮へ移動
呉は1980年代初頭に韓国政府に対する政治運動に関わるようになった。
呉は宋斗律（ソンドゥユル）や音楽家尹伊桑を含む何人かのドイツの有名な韓国の左派活動家に影響された。彼らは後に、呉が北朝鮮の経済学者として働くことによって祖国を助けることができると勧めた。呉の左翼家としての活動は北朝鮮政府の代表者の注目を集め、さらに呉の妻が平壌で無料の肝炎の治療が受けられると騙して北に亡命させようとした。
申の反対をよそに、家族は1985年12月8日に北朝鮮に到着した。ルートは、西ベルリンから東ベルリン、モスクワを経由して平壌直轄市というコースであった。呉と申は約束した治療を受ける代わりに、軍の宿営所にとらわれ、金日成の主体思想を研究することを強制された。そして2人は韓国向けのプロパガンダ放送のために用いられた。そこにいる間、やはりプロパガンダ放送に用いるために大韓航空機YS-11ハイジャック事件で連れてきたソン・ギョンフィら客室乗務員の2名を含む、北朝鮮による韓国人拉致問題の被害者達と会ったと呉吉男は証言した。北朝鮮抑留中の呉はまた、日本人拉致被害者の石岡亨、生島孝子を目撃しているという。
その後、北朝鮮当局は他の韓国の学生達を北朝鮮におびき寄せるために、家族は一緒に行けないと伝えて呉吉男をドイツに送り戻した。呉が後に語ったところによれば、彼が韓国人を何人か連れて戻って来ると言った時に、申は呉の顔を打ち「私たちが誤った意思決定のための代償を支払わなければならないとしても、他の人達を犠牲にする命令には従わずに逃げなさい。私たちの娘も憎むべき共犯者の娘になるべきではありません。もしこの国を脱出した場合、私たちを救出してください。しかし、あなたが失敗した場合、私と娘たちは死んでいたと思いなさい」と言った。

## 呉吉男の亡命
1986年、呉吉男はドイツへ向かう途中のデンマークで政治亡命を要請した。翌年、申と2人の娘（当時9歳と11歳）は、明らかに夫が北朝鮮に戻らなかったという理由で耀徳強制収容所に強制送還された。
北朝鮮の公式の仲介者達は1988年と1989年に呉に、申と娘達からの手紙を与え、1991年には彼女らの声の録音テープと耀徳強制収容所での家族の6枚の写真を渡した。写真の一部は公開された。脱北者達や耀徳強制収容所の囚人だった安赫と姜哲煥は、申は自殺を何回か試みたが、彼らが釈放された1987年の時点でまだ生きていたと証言した。
2011年9月に『コリア・タイムス』は、申と彼女の娘たちが生きていて別の場所に移転されたと報道した。報告は彼女が金正日への忠誠の誓いを書くことを拒否したとも述べている。

## 申淑子救出キャンペーン
1993年、 アムネスティ・インターナショナルは耀徳強制収容所から申と娘達を自由にせよとのキャンペーンを開始した。利用可能なすべての情報に基づいて、アムネスティ・インターナショナルは、申淑子と2人の娘が呉の海外亡命の要求により拘束されたと考えている。アムネスティインターナショナルは、申淑子と彼女の娘達を良心の囚人として指定し、直ちにかつ無条件に彼女らを解放するために北朝鮮当局に呼びかけた。
2011年4月、申の故郷の人権活動家達は「統営の娘救出運動」を始め韓国および世界の一部メディアの注目を集め2011年9月時点で解放を求める70,000以上の署名を集めた。
韓国紙『朝鮮日報』は、2011年9月、韓国の情報機関が数十人の韓国人と日本の拉致被害者が平安南道平原郡元和里（院和里）に移動させられた可能性が高く、そのなかに申淑子の一家も含まれると報道した。また、体力の衰えた申淑子がこの地にある朝鮮労働党幹部用病院で治療を受けているという情報があることも報じている。
2011年11月、アムネスティ・インターナショナルは、申と他の耀徳強制収容所の囚人を含めて「権利のために書こう」という手紙を書くキャンペーンを始めた。一ヶ月後、 北朝鮮の国営ニュースサービス朝鮮中央通信は、"悪い心の意図によって促された"、"中傷キャンペーン"だと申淑子のためのキャンペーンを説明した。

## 死亡通知と国連の釈放要請
2012年5月、国連からの問い合わせへの返答として、北朝鮮は申淑子が肝炎で死亡していると答えた。大使はまた、娘達は呉が家族を放棄したので父とは思っていないと述べた。記者会見で呉は、日本国民を拉致した事件で北朝鮮が死んだと虚偽の説明をした例（横田めぐみほか）を挙げて、報告を信じないと答えた。
2012年5月29日、国際連合人権高等弁務官事務所は、「1987年以降継続して北朝鮮による強制的な拘禁下にある」と断定、北朝鮮に即時釈放と賠償を求める意見書をまとめていたことが判明した。韓国当局者は、「判決の法的強制性はない」としながらも「北朝鮮への無視できない圧力になる」と語った。